# ويليام غارو
ويليام غارو (13 أبريل 1760 - 24 سبتمبر 1840) محامي وسياسي وقاضي إنجليزي معروفًا بإصلاحه غير المباشر لنظام المحاماة، مما ساعد على الدخول في نظام المغارمة المستخدم في معظم دول القانون العام. وقدم عبارة «يفترض أنه بريء حتى تثبت إدانته» ، مصراً على اختبار المتهمين المدعى عليهم وأدلة هم في المحكمة.

## نشأته
وُلِد جارو لكاهن وزوجته في مونكين هادلي، ثم في ميدلسكس، وتلقى تعليمه في مدرسة والده في القرية قبل أن يتدرب على يد توماس ساوثهاوس، وهو محامٍ في تشيبسايد، والذي سبق فترة تدريب مع السيد كرومبتون، وهو محامٍ خاص. بصفته طالبًا مخلصًا للقانون، كان جارو يراقب القضايا في أولد بيلي كثيرًا؛ ونتيجة لذلك أوصى كرومبتون بأن يصبح محاميًا أو محاميًا. انضم جارو إلى لينكولنز إن في نوفمبر 1778، وتم استدعاؤه إلى نقابة المحامين في 27 نوفمبر 1783. وسرعان ما أثبت نفسه كمستشار دفاع جنائي، وفي فبراير 1793 تم تعيينه مستشارًا للملك من قبل حكومة صاحبة الجلالة لمقاضاة القضايا التي تنطوي على الخيانة والجنايات.